# دودا إيزوبو
دودا إيزوبو (بالإنجليزية: Dauda Izobo)‏ (مواليد 20 يونيو 1980) هو ملاكم نيجيري، مثّل بلاده في الألعاب الأولمبية الصيفية 2008.

## روابط خارجية
دودا إيزوبو على موقع أوليمبيديا (الإنجليزية)